# Saro (Kantabrien)
Saro ist eine Gemeinde in der spanischen Autonomen Region Kantabrien. Ihre Grenzen sind: im Norden mit Santa María de Cayón, im Westen mit Villafufre, im Osten mit San Roque de Riomiera und im Süden mit Villacarriedo.
Die Gemeinde liegt ganz in der Nähe von dem Naturpark Cabárceno und ist 30 Kilometer von der Stadt Santander entfernt. Sie zeichnet sich durch eine bemerkenswerte Ansammlung von Architektur der Barockzeit aus, in der vom herrschaftlichen Palast bis zur Schäferhütte alles durch die Adels- und Volkshäuser vertreten ist.

## Orte
- Llerana
- Saro (Hauptort)

## Bevölkerungsentwicklung
| 1900 | 1910 | 1920 | 1930 | 1940 | 1950 | 1960 | 1970 | 1980 | 1990 | 2000 | 2019 |
| ---- | ---- | ---- | ---- | ---- | ---- | ---- | ---- | ---- | ---- | ---- | ---- |
| 709  | 649  | 713  | 656  | 765  | 692  | 485  | 595  | 614  | 599  | 527  | 507  |